# Сахалінчик (Одеса)
Сахалінчик — історична місцевість Одеси у Приморському районі біля залізничної колії. Район відомий хаотичністю планування і призначався для мешкання незаможних.

## Історія
Наприкінці ХІХ ст. у Одесі почали утворюватися нові житлові квартали у південній частині міста. Всі вони виникали шляхом подрібнення окремих великих садибних ділянок, які у Одесі називалися дачами, або ділянок для сільського господарства, які називались хуторами. Однією з перших таких ділянок була дача або хутір Хесіна, що розташовувалась у самого переїзду скрізь колії у Водопровідної вулиці. Дозвіл на розділення хутора Кароліни Хесін на вигоні № 2 був даний восени 1889 року. Ділянки у ньому придбали незаможні верстви населення, які споруджали для себе невеликі одноповерхові будинки, подібні тим, що існують на півдні Молдаванці, Ближніх і Дальніх Млинах, Романівській та Воронцовській слобідках та інших подібних передмістях. У 1893 році під таку ж саму забудову був відданий суміжний зі сходу із Хесіним хутір Аліни Гуль'є-Бланшард. Обидві ділянки отримали назву Сахалінчик.
Сахалінчик складався з дев'яти провулків, які у західній частині перетинали один одного під різними кутами, мали різну ширину, з заходу у район можна було потрапити лише через Басейну вулицю. яка отримала таку назву тому, що межувала з півдня із запасними басейнами Міського водогону. Провулки ж отримали назву Басейних (1-й, 2-й і т. д.).
У ІІ-й половині ХХ століття забудова провулка була у значній мірі знищена: північну частину поглинула кондитерська фабрика ім. Рози Люксембург (нині ПАТ "Одесакондітер"), більша частина східних кварталів була віддана під розширення залізничних колій і будівництво Заводу будівельних матеріалів Міністерства оборони, завдяки останньому західна частина Сахалінчику була ізольована від східної. У центральній частині для робітників підприємств були побудовані багатоповерхові житлові будинки. У 2019 році фірмою "Кадор-Груп" було споруджено 24-поверховий житловий комплекс "34-а Перлина". Нумерація провулків змінилася і не відповідає дорадянської.

## Сучасність
Станом на 2010-і роки збереглась лише невелика частина первісної забудови, яка розміщена головним чином між 1-м та 2-м Басейним провулками. У східній частині зберігся невеликий фрагмент забудови у 6-му Басейному провулку.